# ユードラ・ウェルティ
- ユードラ・ウェルティ
- ユードラ・ウェルティー

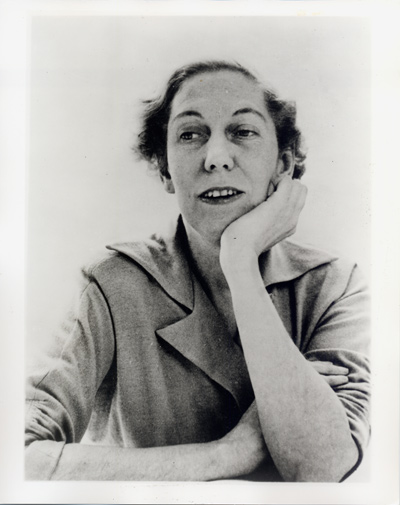
肖像写真（1962年4月21日初出）

ユードラ・ウェルティ（Eudora Welty、1909年4月13日 - 2001年7月23日）は、アメリカ合衆国の女性作家。

## 生涯
ミシシッピ州ジャクソン生まれ。ミシシッピ州立女子大学 (Mississippi University for Women) 、ウィスコンシン大学を経て、コロンビア大学で広告を学び、一時期広告業に携わる。1933 - 36年、WPA（Works Progress Administration）の仕事でミシシッピ州各地を訪ねる。
1936年、最初の短編「旅するセールスマン」を発表。1942年、1943年、1968年の3度にわたってオー・ヘンリー賞を受賞。1946年代表作『デルタの結婚式』。1954年『ポンダー家殺人事件』 でウィリアム・ディーン・ハウエルズ・メダル受賞。1972年『マッケルヴァ家の娘』でピューリッツァー賞受賞。1983年、The Collected Stories of Eudora Weltyで全米図書賞受賞。

## 日本語訳された作品
- 『デルタの結婚式』川上芳信訳 岡倉書房、1950年
  - 『デルタの結婚式』丸谷才一訳『世界の文学 第51 (ベロー、ウェルティ)』中央公論社、1967年
  - 『デルタ・ウエディング』本村浩二訳、論創社、2024年。ISBN 9784846023515
- 「リヴィは帰った」鈴木敦子訳『心あたたまる河 現代アメリカ短篇小説集』木村毅編 緑園書房、1955年
- 「緑色のカーテン」田辺五十鈴訳「紫色の帽子」大原龍子訳『現代アメリカ文学全集 第15』荒地出版社、1958年
- 「新聞紙」三浦朱門訳『アメリカ短篇名作集』大橋健三郎編 学生社、1961年
- 「広い網」大原竜子訳『現代アメリカ文学選集 第3』荒地出版社、1967年
- 「親戚の人たち」須山静夫訳『現代アメリカ短編選集 第1』白水社、1970年
- 『大いなる大地』深町真理子訳 角川書店、1973年
- 「あるセールスマンの死」吉田誠一訳『現代アメリカ幻想小説』志村正雄編 白水社、1973年
- 「緑のとばり」『女ごころ : 現代アメリカ女流8人集』真野明裕訳 新書館、1974年
- 『マッケルヴァ家の娘』須山静夫訳 新潮社、1974年
- 『大泥棒と結婚すれば』青山南訳 晶文社、1979年
- 『黄金の林檎』杉山直人訳 晶文社、1990年
  - 『黄金の林檎』ソーントン不破直子訳 こびあん書房、1991年
- 『ハーヴァード講演 一作家の生いたち』大杉博昭訳 りん書房、1993年
- 『ポンダー家殺人事件 : 言葉で人を殺せるか?』ソーントン不破直子訳 リーベル出版、1994年
- 「ある記憶」『20世紀アメリカ短篇選 下』大津栄一郎編訳 岩波文庫、1999年
- 「クライティ」藤井光訳『ゴシック短編小説集』クリス・ボルディック選、春風社、2012年
- 「声はどこから」渡辺佐智江訳『ベスト・ストーリーズ = THE BEST STORIES 2』若島正編、早川書房、2016年